# Tricoryna alcicornis
Tricoryna alcicornis är en stekelart som först beskrevs av Boucek 1988.  Tricoryna alcicornis ingår i släktet Tricoryna och familjen Eucharitidae. Inga underarter finns listade i Catalogue of Life.